# Igor Orlikowski
Igor Orlikowski (Krotoszyn, 9 febbraio 2006) è un calciatore polacco, difensore dello Zagłębie Lubin.

## Carriera

### Club
Cresciuto nel settore giovanile dello Zagłębie Lubin (con cui dal 2022 al 2025 ha anche giocato complessive 28 partite nella quarta divisione polacca con la squadra riserve), ha debuttato in prima squadra il 20 luglio 2024 nell'incontro di Ekstraklasa perso 2-0 contro il Legia Varsavia. Ha segnato il suo primo gol il 2 agosto seguente, decidendo la partita di campionato contro il Puszcza Niepołomice.

### Nazionale
Ha giocato con le nazionali giovanili polacche Under-16, Under-17, Under-18 ed Under-19.

## Statistiche

### Presenze e reti nei club
Statistiche aggiornate al 16 maggio 2025.
| Stagione        | Squadra           | Campionato      | Campionato | Campionato | Coppe nazionali | Coppe nazionali | Coppe nazionali | Coppe continentali | Coppe continentali | Coppe continentali | Altre coppe | Altre coppe | Altre coppe | Totale | Totale |
| Stagione        | Squadra           | Comp            | Pres       | Reti       | Comp            | Pres            | Reti            | Comp               | Pres               | Reti               | Comp        | Pres        | Reti        | Pres   | Reti   |
| --------------- | ----------------- | --------------- | ---------- | ---------- | --------------- | --------------- | --------------- | ------------------ | ------------------ | ------------------ | ----------- | ----------- | ----------- | ------ | ------ |
| 2022-2023       | Zagłębie Lubin II | 2L              | 4          | 0          | -               | -               | -               | -                  | -                  | -                  | -           | -           | -           | 4      | 0      |
| 2023-2024       | Zagłębie Lubin II | 2L              | 22         | 0          | -               | -               | -               | -                  | -                  | -                  | -           | -           | -           | 22     | 0      |
| 2024-2025       | Zagłębie Lubin II | 2L              | 2          | -          | -               | -               | -               | -                  | -                  | -                  | -           | -           | 2           | 0      |        |
| 2024-2025       | Zagłębie Lubin    | EK              | 25         | 3          | CP              | 0               | 0               | -                  | -                  | -                  | -           | -           | -           | 25     | 3      |
| Totale carriera | Totale carriera   | Totale carriera | 53         | 3          |                 | 0               | 0               |                    | -                  | -                  |             | -           | -           | 53     | 3      |